# Ministre de l'Algérie
En France entre 1957 et 1958, il existait un ministre de l'Algérie au sein du gouvernement.

## Liste des ministres de l'Algérie

### Ministre résident en Algérie
Ce titre est orthographié « ministre résidant en Algérie » dans le Journal officiel du 10 février 1956, mais « résident » dans les décrets précédents.
| Ministre        | Début            | Fin            | Gouvernement |
| --------------- | ---------------- | -------------- | ------------ |
| Georges Catroux | 1er février 1956 | 7 février 1956 | Mollet       |
| Robert Lacoste  | 9 février 1956   | 21 mai 1957    | Mollet       |

### Ministre de l'Algérie
| Ministre       | Début           | Fin               | Gouvernement     |
| -------------- | --------------- | ----------------- | ---------------- |
| Robert Lacoste | 13 juin 1957    | 30 septembre 1957 | Bourgès-Maunoury |
| Robert Lacoste | 6 novembre 1957 | 15 avril 1958     | Gaillard         |
| André Mutter   | 14 mai 1958     | 28 mai 1958       | Pflimlin         |

## Suppression
Le ministère de l'Algérie ne survit pas au retour au pouvoir de Charles de Gaulle en qualité de président du Conseil. Nul ministre de l'Algérie n'est nommé membre du gouvernement De Gaulle III. Le 4 juin 1958, De Gaulle déclare « Le ministre de l'Algérie, c'est moi » et, à partir du 12 juin, se charge des attributions exercées jusqu'alors par le ministre de l'Algérie.

### Décrets
- Décret du 13 juin 1957 portant nomination des membres du Gouvernement, dans Journal officiel de la République française. Lois et décrets, vol. 89e année, no 136, 14 juin 1957, p. 5923 [lire en ligne (page consultée le 29 septembre 2016)].
- Décret du 6 novembre 1957 portant nomination des membres du Gouvernement, dans Journal officiel de la République française. Lois et décrets, 6 novembre 1957, p. 10451 [fac-similé (page consultée le 29 septembre 2016)].
- Décret du 14 mai 1958 portant nomination des membres du Gouvernement, dans Journal officiel de la République française. Lois et décrets, vol. 90e année, no 111, 14 mai 1958, p. 4623 [fac-similé (page consultée le 29 septembre 2016)].